# Koto (banda)
Koto es un grupo italiano de synth pop cuyos miembros originales fueron Anfrando Maiola y Stefano Cundari, a los que posteriormente se unió el neerlandés Michiel Van Der Kuy. Sus canciones más populares son Chinese Revenge, Visitors, Dragon's Legend, Japanese War Game y Jabdah, publicadas entre 1983 y 1988. Koto suele asociarse con un tipo de música denominado spacesynth, un género derivado del space disco. También se asocian con la escena italo disco.

## Historia
En 1982, el músico italiano Anfrando Maiola (nacido en 1954 en Parma, Italia) se unió con Stefano Cundari y el productor Alessandro Zanni, juntos lanzaron su primer sencillo titulado Chinese Revenge bajo la discográfica ZYX Records. Al año siguiente, Cundari y Zanni formaron el estudio Memory Records y volvieron a publicar Chinese Revenge. El resultado fue muy popular en Italia, vendiendo más de 10.000 copias. También tuvo éxito aunque algo menor en Alemania y los Países Bajos.
Tras el éxito de este tema, Koto comenzó a componer canciones para otras bandas, incluyendo Baby's Gang (The Happy Song, Challenger), y ayudó a los compañeros de la banda italiana Hipnosis, con la versión de Vangelis Pulstar que fue lanzado en 1983, pasando por el Top 10 de Alemania y el Top 20 en Suiza. El mismo año, Maiola y Cundari lanzaron otro sencillo, Japanese War Game, bajo el nombre de Koto, que se convirtió en otro éxito.
En 1985, Koto publicó Visitors, y hoy en día es considerada una de las mejores canciones italo disco. En una entrevista con Maiola, confirmó que era su canción favorita de Koto. La canción contiene una muestra del éxito de Michael Jackson "Thriller". Al año siguiente, lanzaron el sencillo Jabdah. Impulsado por un vídeo musical, la canción se convirtió en un gran éxito, sobre todo en Alemania, los Países Bajos y Suiza. Alrededor de este tiempo, la crítica acuñó el término spacesynth, que combina elementos de italo disco y space disco. Visitors y parte de Jabdah se consideran de este género. En 1987, un megamix fue lanzado al mercado, combinando elementos de sus anteriores cuatro sencillos.
Por entonces, el house y la música techno comenzaban a tomar fuerza, y el italo disco había comenzado a declinar en popularidad. Sin embargo, Koto lanzaría otro sencillo, Dragon's Legend, que contiene muestras del videojuego Dragon's Lair, y la canción resultó ser un éxito menor en los Países Bajos, con el puesto número 28. Además, Memory Records empezó a tener problemas financieros. En 1989, remezclaron su sencillo debut, Chinese Revenge, y para obtener un sabor más moderno y de baile compuesto, Maiola lanzaría su próximo sencillo bajo el nombre de Koto "Champion's Cue" con toques e influencias house. La canción no llegó a ser tan popular como sus sencillos anteriores. Memory Records se transformó en New Beat & House Records. Esto no fue un éxito, y Memory Records quebró.
Los derechos de Memory Records fueron recogidos por ZYX Records. Pidieron al compositor neerlandés Michiel Van Der Kuy (de la banda Laserdance, conocido por su éxito de 1986 Humanoid Invasion) remezclar algunas de las canciones de Koto. Poco después, comenzó a componer canciones bajo el nombre de Koto, incluyendo "Time", "Minoan War" y "Plain". En los años siguientes, lanzaron más sencillos, incluyendo "Acknowledge" (1990), "Mechanic Sense" (1992) y "Mind Machine" (1992). También dio a conocer un completo legnth LP, "From The Dawn Of Time" en 1992, y dos álbumes en 1990 y 1993. Después de esto, Koto se quedó en silencio. Durante este período, se ha puesto de manifiesto que Cundari Stefano murió en 1992 (el integrante de la banda Michiel Van Der Kuy confirmó en una entrevista en el portal spacesynth.net en 1999 que Stefano falleció a causa de un accidente automovilístico, aunque en diversos foros se afirma que Cundari Stefano murió a causa de un cáncer de riñón o debido a un tumor cerebral). En 2001, Maiola volvió a comprar los derechos al nombre de Koto, y ha lanzado tres sencillos más bajo ese alias. Maiola ahora está trabajando con Roberto Bisca y Alex Cundari para componer nuevas canciones. Sus cinco primeros sencillos están incluidos en la categoría italo disco y juntos han creado diversas recopilaciones y antologías de los 80.

## Discografía (solo con Michiel Van Der Kuy)
- Masterpieces (1989)
- Plays Synthesizer World Hits (1990)
- From The Dawn Of Time (1992)
- Plays Science-Fiction Movie Themes (1993)
- Who's That Mix (1993)
- The 12" Mixes (GDC) (1994)
- Masterpieces (GDC) (2001)
- Electronic Hits (2003)